# Trezzano Rosa
Trezzano Rosa is een gemeente in de Italiaanse metropolitane stad Milaan (regio Lombardije) en telt 3992 inwoners (31-12-2004). De oppervlakte bedraagt 3,5 km², de bevolkingsdichtheid is 1347 inwoners per km².

## Demografie
Trezzano Rosa telt ongeveer 1536 huishoudens. Het aantal inwoners steeg in de periode 1991-2001 met 60,4% volgens cijfers uit de tienjaarlijkse volkstellingen van ISTAT.
| Jaar | Inwoneraantal |
| ---- | ------------- |
| 1991 | 2344          |
| 2001 | 3760          |

## Geografie
Trezzano Rosa grenst aan de volgende gemeenten: Busnago, Roncello, Grezzago, Basiano, Pozzo d'Adda.